# Euriphene simplex
Euriphene simplex är en fjärilsart som beskrevs av Otto Staudinger 1891. Euriphene simplex ingår i släktet Euriphene och familjen praktfjärilar. Inga underarter finns listade i Catalogue of Life.